# ادی پاوولس
ادی پاوولس (انگلیسی: Eddy Pauwels; ۲ مهٔ ۱۹۳۵ – ۶ مارس ۲۰۱۷) دوچرخه‌سوار اهل بلژیک بود.